# شركة أروتك
شركة أروتك هي شركة خدمات ومنتجات الدفاع والأمن . تقوم بتصنيع وتصميم المنتجات للمركبات الجوية والبرية العسكرية وغير العسكرية ؛ المحاكاة التفاعلية للأسواق العسكرية وإنفاذ القانون والأسواق التجارية والبطاريات وأنظمة الشحن للجيش. تعمل شركة أروتك من خلال قسمين رئيسيين هما: المحاكاة التفاعلية للأسواق العسكرية وإنفاذ القانون والأسواق التجارية، والبطاريات وأنظمة الطاقة للجيش. 
تأسست شركة أروتك في ولاية ديلاوير، مع مكاتب الشركات في آن أربور ، ميشيغان وفروع البحث والتطوير والإنتاج في ميشيغان ، ساوث كارولينا وإسرائيل . 
لا تزال شركة رايثيون المنافسة الرئيسية لشركة أروتك في مجالات الدفاع والأمن الداخلي والأسواق الحكومية الأخرى. 

## قسم نظم الدروع

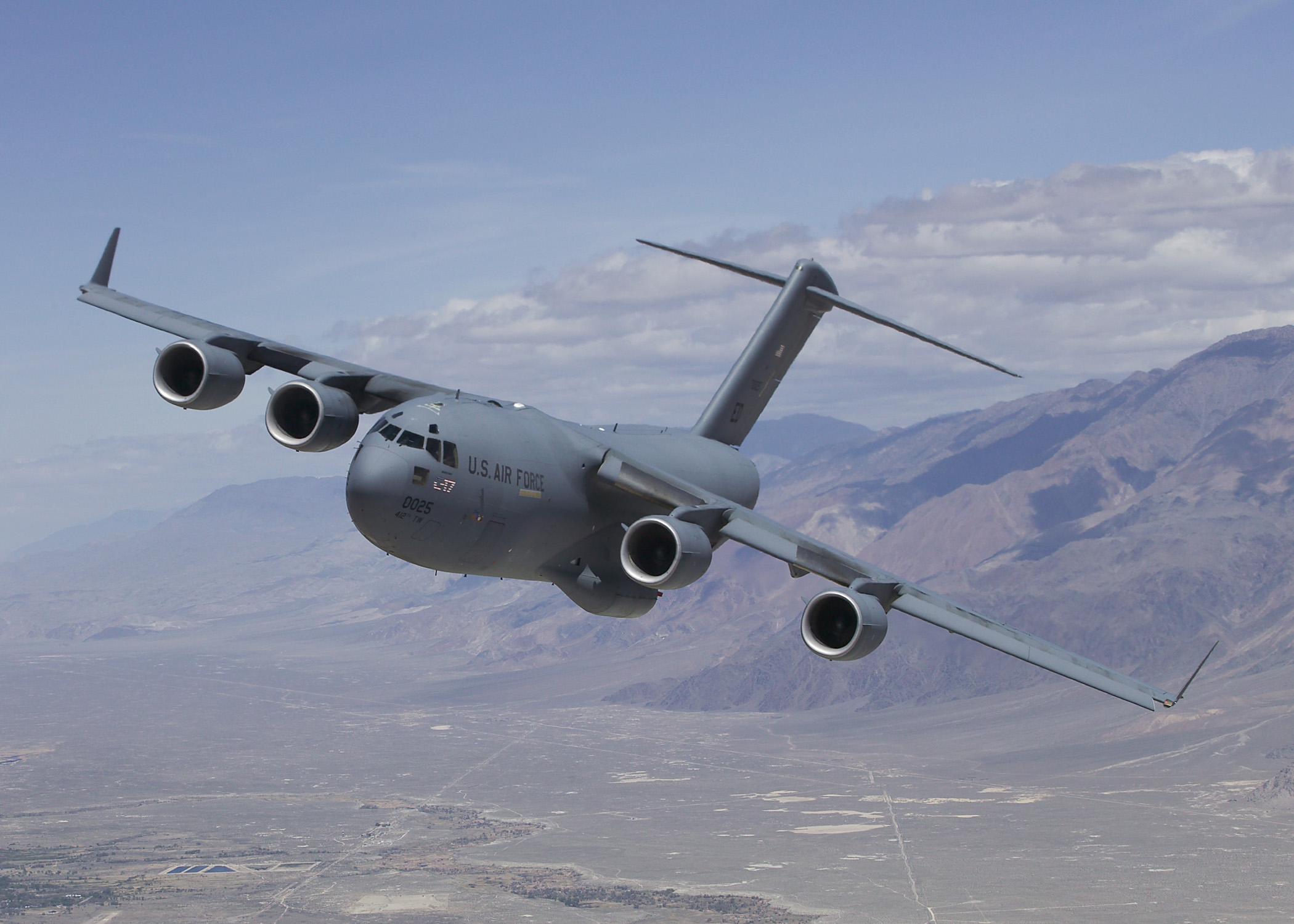
قدمت شركة أروتك درعًا وقائيًا لسيارة بوينج بوينغ سي-17 غلوب ماستر 3

في عام 2004 ، تم الحصول على Armor of America بواسطة شركة أروتك. ينتج قسم دروع شركة أروتك مركبات مصفحة للأمن الداخلي والهيئات الحكومية. وتمتلك مرافق التصنيع في صحراء، ألاباما ، و اللد ، إسرائيل . قامت الشركة بتصميم دروع لأكثر من 30 نوعًا من المركبات،  بما في ذلك المركبات العسكرية وطائرات الهليكوبتر وطائرات النقل. وتشمل هذه:
- طائرات بيتشكرافت
- بوينج C-17
- بوينغ CH-47
- شركة لوكهيد ف -3
- لوكهيد C-130
- يونشوجي واي -12
- سيكورسكي UH-60 بلاك هوك [8]
- بيل 205
- همفي
- ميل مي -8
- M923

## برامج محاكاة التدريب العسكري

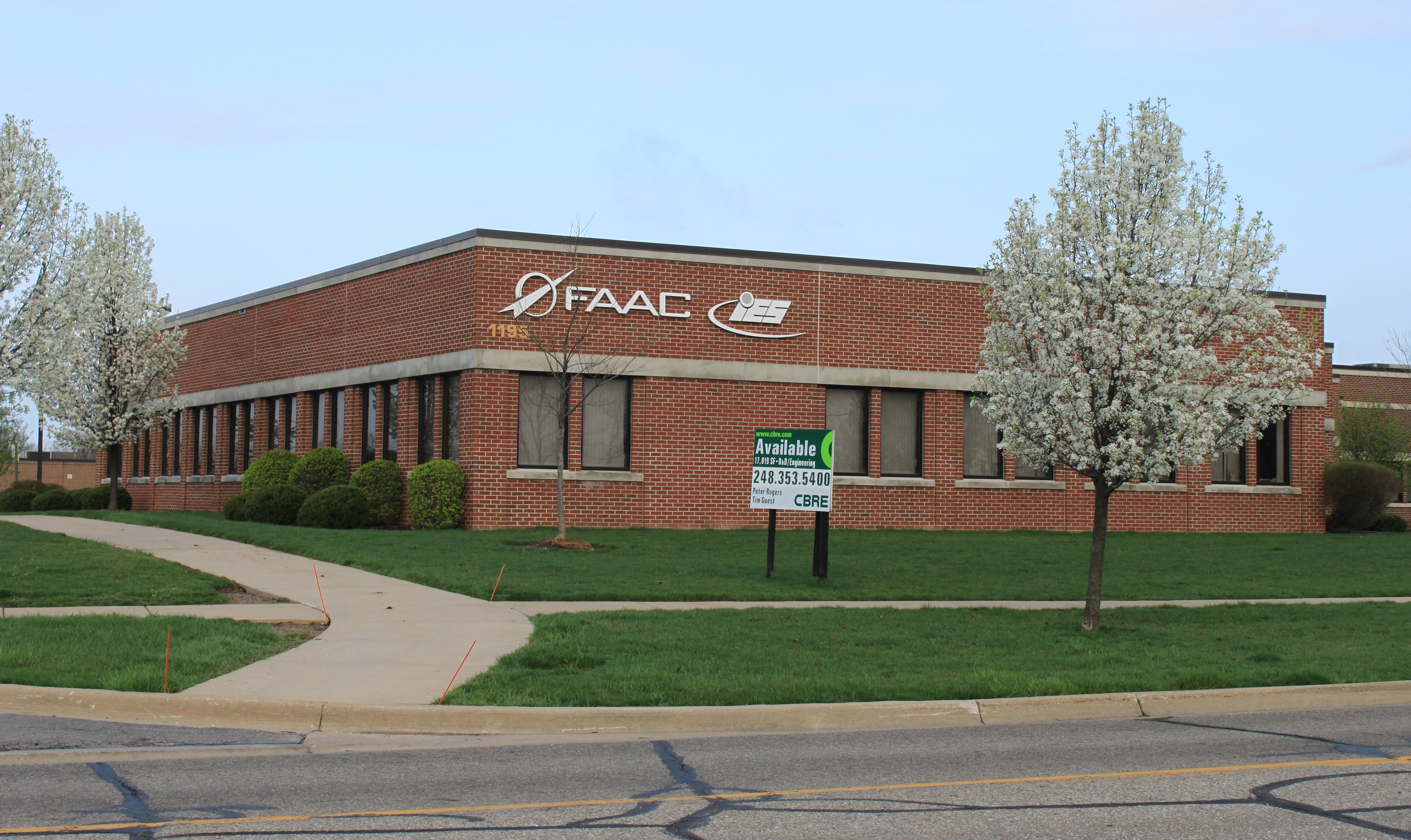
FAAC / IES مكاتب الشركات ، آن أربور

يقوم قسم التدريب والمحاكاة التابع لشركة أروتك بتصنيع وتسويق حلول الوسائط المتعددة التكنولوجية المتقدمة والحلول الرقمية التفاعلية للهندسة، واستخدام القوة، ومحاكاة تدريب السائقين للعسكريين، وإنفاذ القانون، والأمن، وموظفي البلدية والقطاع الخاص. يزود القسم أيضًا برمجيات دعم اتخاذ القرارات التجريبية للطائرات F-15 وF-16 وF-18 وF-22 وF-35 ، بالإضافة إلى نماذج محاكاة لنطاقات تدريب القتال الجوي / المناورات القتالية الجوية . 
حصل قسم المحاكاة في شركة أروتك على عقود اتحادية لمكتب التحقيقات الفيدرالي وإدارة مكافحة المخدرات ووزارة الصحة والخدمات الإنسانية . وقال روبرت ماكو، مدير فرع IES التابع لشركة أروتك: «نحن نعلم أن الوكالات التي اختارت أنظمتنا تعتمد عليها بشدة لتعزيز استعداد عملائها وهم يواجهون تهديدات متزايدة في الداخل والخارج. نحن فخورون بدعمهم في ذلك مهمة.» 

## روابط خارجية
الشركات التابعة لـ شركة أروتك:
- http://www.epsilor.com//
- http://www.simcreator.com/
- http://www.uec-electronics.com/
- http://www.electric-fuel.com/safety/index.html/
- http://www.efbpower.com/
- https://web.archive.org/web/20110311105419/http://faac.com/index2.html